# Histoire de la sélection végétale
L’histoire de la sélection végétale a commencé avec la sédentarisation de l'agriculture, en particulier la domestication des premières plantes cultivées, pratique apparue il  y a environ 9000 à 11000 ans. Au départ, les premiers agriculteurs ont sélectionné des plantes alimentaires présentant des caractéristiques souhaitables particulières et les ont utilisées comme source de semences pour les générations suivantes, ce qui a entraîné au fil du temps l'accumulation de certaines caractéristiques. Avec le temps, sont apparues des expériences d'hybridation délibérée, dont la science et la compréhension ont été grandement améliorées par les travaux de Gregor Mendel. Les travaux de Mendel ont finalement conduit à la nouvelle science de la génétique. La sélection végétale moderne est née de l'application de la génétique, mais sa base scientifique s'appuie également sur d'autres disciplines biologiques, dont la  biologie moléculaire, la  cytologie, la systématique, la physiologie, la pathologie végétale, l'entomologie, la chimie et la statistique (biométrie). Elle a également développé sa propre technologie. Les progrès de la sélection végétale sont marqués par un certain nombre de moments historiques.

## Débuts de la sélection végétale
Voir sélection massale.

### Domestication

Carte des centres d'origine, sites de domestication où certaines plantes cultivées ont été initialement domestiquées.

La domestication des plantes est un processus de sélection artificielle conduit par l'homme pour produire des plantes possédant des traits plus désirables que les plantes sauvages, et qui les rend dépendantes d'environnements artificiels pour leur survie. Cette pratique remonte à 9000 à 11000 ans. De nombreuses plantes actuellement cultivées sont le résultat de la domestication dans les temps anciens, il y a environ 5000 ans dans l' Ancien Monde et il y a 3 000 ans dans le Nouveau Monde. Pendant la période néolithique, la domestication des plantes a duré d'un minimum de 1000 ans à un maximum de 7000 ans. Aujourd'hui, les principales plantes cultivées pour l'alimentation et l'agriculture sont des espèces qui ont été domestiquées pour la plupart dans les centres d'origine. Dans ces centres, il existe encore une grande diversité de plantes sauvages étroitement apparentées, qui peuvent également être utilisées pour améliorer les cultivars modernes par la sélection végétale.
Une plante dont l'origine ou la sélection est principalement due à une activité humaine intentionnelle est un cultigène, et une espèce de plante cultivée qui a évolué à partir de populations  sauvages en raison des pressions sélectives exercées par les agriculteurs est une variété de pays. Les variétés locales, qui peuvent être le résultat de forces naturelles ou de la domestication, sont des plantes parfaitement adaptées à une région ou à un environnement particulier. C'est le cas par exemple des variétés locales de riz, Oryza sativa subsp. indica, qui a été sélectionnée en Asie du Sud, et Oryza sativa subsp. japonica, sélectionnée en Chine.

### Échange colombien
Les hommes ont échangé pendant des siècles des plantes utiles provenant de terres lointaines et des chasseurs de plantes ont été envoyés pour ramener des plantes pour la culture. L'agriculture humaine a eu deux résultats importants : les plantes les plus favorisées par l'homme ont été cultivées dans de nombreuses régions du monde et les jardins et les fermes ont fourni des possibilités de croisement de plantes, ce qui n'auraient pas été possibles pour leurs ancêtres sauvages. L'arrivée de Christophe Colomb en Amérique en 1492 a déclenché un transfert sans précédent de ressources végétales entre l'Europe et le Nouveau Monde.

## Amélioration scientifique des plantes

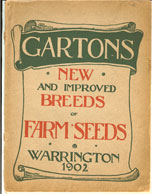
Catalogue Garton (1902).

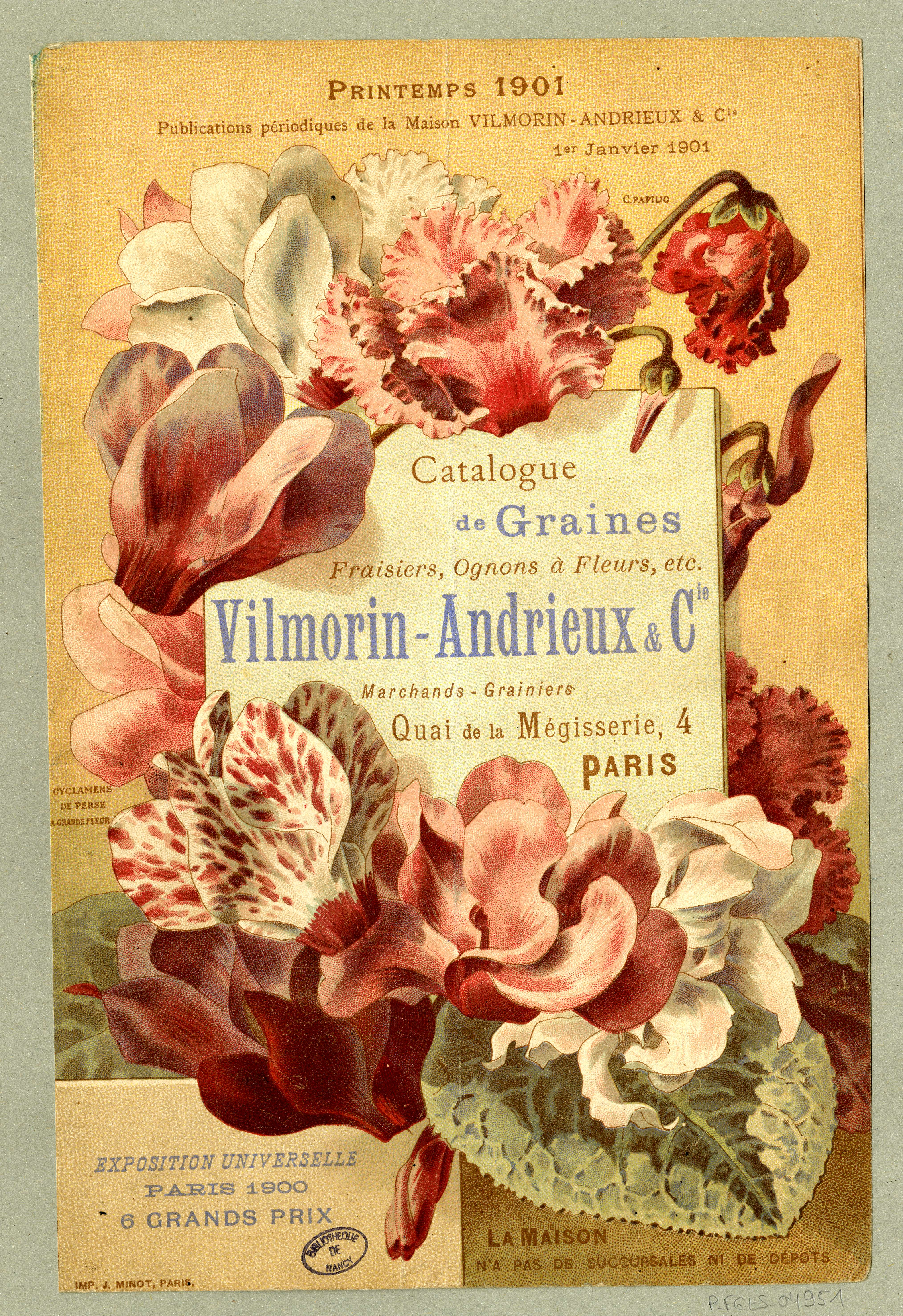
Un catalogue Vilmorin-Andrieux de 1901.

Les expériences de Gregor Mendel sur l'hybridation des plantes ont permis d'établir les  lois de l'hérédité biologique en 1866. En 1901 Hugo de Vries redécouvre les lois de Mendel et y ajoute le concept de mutation. En 1902, Walter Sutton observe pour la première fois une méiose et propose la théorie chromosomique de l'hérédité, c'est-à-dire que les chromosomes seraient les supports des gènes. Ces travaux ont constitué la base d'une science nouvelle, la génétique, et ont stimulé les recherches de nombreux scientifiques qui se sont consacrés à l'amélioration de la production végétale.
Cependant, des pratiques de sélection végétale à des fins commerciales sont apparues dès le milieu du XIXe siècle. Dès 1859 Louis de Vilmorin pratique la sélection de plantes au niveau de l'individu (notamment chez la betterave, plante allogame) à partir de lignées pures mais les lignées pures montrent rapidement leurs limites chez les plantes autogames (Expérience de Johannsen sur le haricot) ; son fils Henry de Vilmorin pratique alors la sélection du blé par hybridation (croisements avec fécondation forcée car le blé est autogame). En Angleterre, la société Gartons Limited a été fondée dans les années 1890 par John Garton, qui fut aussi l'un des premiers à polliniser des plantes cultivées et à commercialiser des variétés nouvellement créées. Il a expérimenté la pollinisation croisée artificielle d'abord sur des plantes céréalières, puis sur des espèces herbacées et des plantes-racines et a mis au point des techniques de grande portée dans le domaine de la sélection végétale,.
L'agronome et obtenteur australien William Farrer a révolutionné la culture du blé en Australie avec la diffusion généralisée en 1903 de la souche de blé, 'Federation', résistante aux champignons, qui a été créée à la suite de son travail de sélection végétale sur une période de vingt ans en appliquant les théories de Mendel.
De 1904 à la Seconde Guerre mondiale, l'agronome italien, Nazareno Strampelli, a créé un certain nombre d'hybrides de blé. Son travail a permis à l'Italie d'augmenter la production agricole pendant la  « bataille du blé » (1925–1940) et certaines variétés ont été exportées vers des pays étrangers, comme l'Argentine, le Mexique et la Chine. Le travail de Strampelli a jeté les bases du travail de Norman Borlaug et de la Révolution verte.

### Révolution verte
En 1908, le généticien américain George Harrison Shull a décrit le phénomène de l'hétérosis, également connu sous le nom de « vigueur hybride ». L'hétérosis décrit la tendance de la descendance d'un croisement spécifique à surpasser les deux parents. La détection de l'utilité de l'hétérosis pour la sélection végétale a conduit au développement de lignées consanguines qui révèlent un avantage de rendement hétérotique lorsqu'elles sont croisées. Le maïs est une espèce végétale chez laquelle l'effet d'hétérosis est spectaculaire et il a été largement utilisé pour produire des hybrides performants.
Dans les années 1920, des méthodes statistiques ont été mises au point pour analyser l'action des gènes et distinguer la variation héréditaire de la variation due à l'environnement. En 1933, une autre technique de sélection importante, la stérilité cytoplasmique mâle (CMS), développée chez le maïs, a été décrite par le cytogénéticien américain, Marcus Morton Rhoades. La CMS est un trait hérité de la mère qui fait que la plante produit du pollen stérile. Cela permet la production d'hybrides sans nécessiter la castration du maïs coûteuse en main-d'œuvre.
Ces premières techniques de sélection ont entraîné une forte augmentation du rendement aux États-Unis au début du 20e siècle. Des augmentations de rendement similaires ne se sont produites ailleurs qu'après la Seconde Guerre mondiale, la Révolution verte a augmenté la production agricole dans les pays en développement dans les années 1960. Cette amélioration remarquable était basée sur trois cultures essentielles. D'abord le développement du maïs hybride, puis du «  blé semi-nain » à haut rendement et sensible aux intrants (pour lequel l'obtenteur  du  Centre international d'amélioration du maïs et du blé (CIMMYT), l'agronome américain Norman Borlaug a reçu le prix Nobel de la paix en 1970), et le troisième est venu des cultivars à haut rendement de « riz de taille courte ». Des améliorations tout aussi notables ont été obtenues chez d'autres plantes cultivées comme le sorgho et la luzerne.

### Génétique moléculaire et bio-révolution

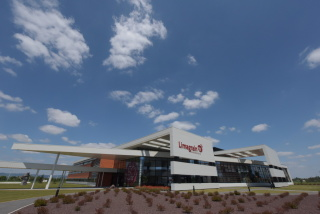
Siège social de Limagrain, quatrième semencier mondial en 2018, Saint-Beauzire, France.

Des recherches intensives en génétique moléculaire ont conduit au développement d'une technologie d'ADN recombinant (communément appelée génie génétique). Les progrès des techniques biotechnologiques ont ouvert de nombreuses possibilités pour les cultures la sélection des plantes cultivées. Ainsi, alors que la génétique mendélienne permettait aux sélectionneurs de plantes d'effectuer des transformations génétiques chez un nombre limité d'espèces végétales, la génétique moléculaire a fourni la clé à la fois de la manipulation de la structure génétique interne et de la « fabrication » de nouveaux cultivars selon un plan prédéterminé.